# Will Stevens
William Stevens, född 28 maj 1991 i Rochford, Essex, är en brittisk racerförare. Han debuterade 2014 i Formel 1.

## F1-karriär
| Säsong                | Stall/Tillverkare     | Placering             | Lopp | Poäng | Etta | Tvåa | Trea | Pole | Varv |
| --------------------- | --------------------- | --------------------- | ---- | ----- | ---- | ---- | ---- | ---- | ---- |
| 2014                  | Caterham-Renault      | 23                    | 1    | 0     | 0    | 0    | 0    | 0    | 0    |
| 2015                  | Marussia-Ferrari      | 21                    | 19   | 0     | 0    | 0    | 0    | 0    | 0    |
| Sammanlagt 2 säsonger | Sammanlagt 2 säsonger | Sammanlagt 2 säsonger | 20   | 0     | 0    | 0    | 0    | 0    | 0    |